# Nodame Cantabile
Nodame Cantabile (のだめカンタービレ Nodame Kantābire?) es una serie de manga escrita e ilustrada por Tomoko Ninomiya. En 2004, recibió un premio al mejor manga shōjo por la editorial Kōdansha. Ha sido adaptada a un dorama y a una serie de anime de tres temporadas. Las dolencias de su autora (por ejemplo el síndrome del túnel carpiano) están retrasando su aparición continuada en la revista donde se publica (Kiss).

## Argumento
Shinichi Chiaki es uno de los mejores estudiantes de piano de su universidad así como un excelente violinista, pero su verdadero sueño es seguir los pasos de su mentor, Sebastiano Viera, y convertirse en director de orquesta. Tras una disputa con su tutor de piano, Chiaki es transferido a la clase de los "perdedores", donde conoce a Megumi Noda o Nodame, según se nombra ella cuando habla de sí misma en tercera persona. Nodame es una chica un tanto extravagante que cursa segundo año en la misma universidad especializándose en piano y con la que el protagonista entabla una extraña relación amistosa. La historia cuenta la lucha interior de Chiaki en su búsqueda por labrarse su propio futuro profesional como director de orquesta intentando salvar su mayor inconveniente: su fobia a los aviones y a los barcos, que irremediablemente lo recluye en Japón y le impide viajar al extranjero para continuar su formación y para encontrarse con Viera.

## Personajes
Shinichi Chiaki (千秋真一 Chiaki Shin'ichi?)
Voz por: Tomokazu Seki
Es el protagonista de la historia, tiene 22 años y cursa el 3° año en el Conservatorio Momogaoka. Es el hijo de un famoso pianista. Se considera a sí mismo mejor que el resto de los estudiantes, es crítico y perfeccionista. Vivió sus primeros años en Praha y fue alumno de Sebastiano Viera. Es un gran pianista y violinista, pero sobre todo desea ser director de orquesta. Es vecino de Nodame y después de escucharla tocar el piano, se ve atraído por su talento e interesado en poder mejorar la capacidad de este talento en bruto que ella posee. Por su talento podría estar en Europa estudiando, pero un accidente de avión que sufrió de pequeño, le causó un miedo tremendo a volar o ir en barco, por lo que estará atado a Japón hasta que supere su miedo. Más adelante logra irse a Europa gracias a que Nodame lo hipnotiza para que supere su miedo. Con el paso de los capítulos se va enamorando de Nodame, pero batalla mucho aceptarlo para sí mismo. En Nodame Cantabile: Paris y Finale se demuestra más el enamoramiento hacia Nodame, poniéndose celoso cada vez que un hombre está interesado en Nodame o hay un malentendido y el piensa en otras cosas. También se preocupa cada vez que está de viaje y Nodame no lo llama.
Megumi Noda (野田恵 Noda Megumi?)
Voz por: Ayako Kawasumi
Megumi Noda, alias Nodame, es una estudiante de 21 años y cursa el 2° año de piano en el Conservatorio Momogaoka. Con una personalidad extrovertida, hiperactiva y capaz de aprender un tema tras apenas escucharlo una vez, es pésima a la hora de leer las partituras. Al principio de la serie ella quiere ser maestra de jardín de niños, pero tras ver que no sería muy buena para ese empleo, decide mejorar en el piano con el propósito de convertirse en instructora de piano para niños. Adora la serie anime PuriGorota. Es muy sucia, al grado de no bañarse durante días y tener la misma ropa puesta por el mismo tiempo. A su vez tiende a emitir sonidos extraños como "Gyabo" y "Mukyiaaa!". También es muy inocente y está enamorada perdidamente de Chiaki, llegando a hacerse pasar como su novia y hasta esposa.
Ryutaro Mine (峰龍太郎 Mine Ryūtarō?)
Voz por: Shinji Kawada
Es un estudiante de 21 años y cursa segundo año de violín en el conservatorio. Amigo de Megumi. Su padre es el dueño del restaurante chino junto a la universidad. Tiene problemas con sus tutores y con Chiaki porque siempre toca la música como la siente o como si estuviera tocando en su banda de rock, resultando demasiado desordenado y muy poco académico. Con el tiempo, se hará muy amigo de Nodame, Chiaki y Masumi y mejorará notablemente llegando a formar parte de la orquesta "S" y de la orquesta R-S.
Masumi Okuyama (奥山真澄 Okuyama Masumi?)
Voz por: Yoshinori Fujita
Estudia 4º de timbal. Es un tipo homosexual que está enamorado de Chiaki, por lo que al principio le guarda mucho rencor a Nodame por todo el tiempo que pasa con Chiaki. Tras un concurso para ver quien era "más mujer" contra Nodame, se hacen amigos, y en el proceso también de Chiaki, el cual respeta mucho a Masumi aunque a veces lo llame "Afro" por el peinado que lleva. Es claustrofóbico.
Franz von Stresemann (フランツ・フォン・シュトレーゼマン Furantsu Fon Shutorēzeman?)
Voz por: Shinji Ogawa
Stresemann es un director de orquesta de fama internacional que llega al Conservatorio Momogaoka como profesor invitado. Su fama tiene un lado oscuro, pues es un libidinoso y acosador que sólo piensa en mujeres, alcohol y fiestas. De hecho, al principio adquiere una gran rivalidad con Chiaki, pues es tan popular con las chicas que deja a Stresemann en segundo plano ante ellas. Durante su estadía en Japón funda la orquesta "S" para dar una oportunidad a jóvenes del conservatorio con grandes dones musicales, pero con problemas para aprender. Él y Chiaki se convierten en maestro y discípulo en el transcurso de la serie y logran tocar juntos el Concierto No.2 de Rajmáninov para piano y orquesta, lo cual le dará a Chiaki el impulso necesario para lograr su sueño.

## Contenido de la obra

### Manga
El manga fue escrito e ilustrado por Tomoko Ninomiya. Fue serializado por Kodansha en la revista de manga josei Kiss desde el 20 de julio de 2001 hasta el 10 de octubre de 2009. Fue licenciado en Estados Unidos por Del Rey Manga, quienes publicaron 16 de los 23 volúmenes. En 2016, Kodansha USA anunció que obtendrían los derechos de la serie para una publicación digital. El manga fue licenciado en Francia por Pika Édition, en Corea del Sur por Daiwon C.I., en Tailandia por NED Comics, en Indonesia por Elex Media Komputindo, y en Taiwán por Tong Li Comics.
Iniciando en mayo de 2008, la publicación japonesa fue cambiada de bisemanal a una publicación mensual; el manga entró en un periodo inestable de publicaciones en la revista Kiss por cuestiones personales de la autora. En junio de 2009 y primavera de 2010 el manga fue terminado junto con una película de acción real de la serie. El 25 de febrero de 2016 en la edición de la revisa Kiss, Ninomiya publicó un one shot que se describe como el final de la historia entre Nodame y Chiaki.

#### Lista de volúmenes
| 1                 | «Volumen 1»  | 11 de enero de 2002      | ISBN 978-4-06-325968-1 |
| Capítulos 1–6     |              |                          |                        |
| 2                 | «Volumen 2»  | 12 de abril de 2002      | ISBN 4-06-325982-X     |
| Capítulos 7–12    |              |                          |                        |
| 3                 | «Volumen 3»  | 9 de agosto de 2002      | ISBN 978-4-06-325993-3 |
| Capítulos 13–18   |              |                          |                        |
| 4                 | «Volumen 4»  | 13 de diciembre de 2002  | ISBN 978-4-06-340411-1 |
| Capítulos 19–23   |              |                          |                        |
| 5                 | «Volumen 5»  | 13 de marzo de 2003      | ISBN 978-4-06-340423-4 |
| Capítulos 24–28   |              |                          |                        |
| 6                 | «Volumen 6»  | 11 de julio de 2003      | ISBN 978-4-06-340438-8 |
| Capítulos 29–34   |              |                          |                        |
| 7                 | «Volumen 7»  | 10 de octubre de 2003    | ISBN 4-06-340451-X     |
| Capítulos 35–40   |              |                          |                        |
| 8                 | «Volumen 8»  | 12 de marzo de 2004      |                        |
| Capítulos 41–46   |              |                          |                        |
| 9                 | «Volumen 9»  | 11 de junio de 2004      | ISBN 978-4-06-340488-3 |
| Capítulos 47–52   |              |                          |                        |
| 10                | «Volumen 10» | 13 de septiembre de 2004 | ISBN 978-4-06-340505-7 |
| Capítulos 53–58   |              |                          |                        |
| 11                | «Volumen 11» | 13 de enero de 2005      | ISBN 978-4-06-340523-1 |
| Capítulos 59–64   |              |                          |                        |
| 12                | «Volumen 12» | 13 de mayo de 2005       | ISBN 978-4-06-340544-6 |
| Capítulos 65–70   |              |                          |                        |
| 13                | «Volumen 13» | 13 de septiembre de 2005 | ISBN 978-4-06-340560-6 |
| Capítulos 71–76   |              |                          |                        |
| 14                | «Volumen 14» | 13 de enero de 2006      | ISBN 978-4-06-340575-0 |
| Capítulos 77–82   |              |                          |                        |
| 15                | «Volumen 15» | 13 de junio de 2006      | ISBN 4-06-340594-X     |
| Capítulos 83–88   |              |                          |                        |
| 16                | «Volumen 16» | 13 de octubre de 2006    | 4-06-340613-X          |
| Capítulos 89–94   |              |                          |                        |
| 17                | «Volumen 17» | 12 de enero de 2007      | ISBN 978-4-06-340632-0 |
| Capítulos 95–100  |              |                          |                        |
| 18                | «Volumen 18» | 13 de junio de 2007      | ISBN 978-4-06-340648-1 |
| Capítulos 101–106 |              |                          |                        |
| 19                | «Volumen 19» | 13 de noviembre de 2007  | ISBN 978-4-06-340673-3 |
| Capítulos 107–112 |              |                          |                        |
| 20                | «Volumen 20» | 13 de marzo de 2008      | ISBN 978-4-06-340691-7 |
| Capítulos 113–118 |              |                          |                        |
| 21                | «Volumen 21» | 11 de agosto de 2008     | ISBN 978-4-06-340712-9 |
| Capítulos 119–124 |              |                          |                        |
| 22                | «Volumen 22» | 10 de agosto de 2009     | ISBN 978-4-06-340749-5 |
| Capítulos 125–130 |              |                          |                        |
| 23                | «Volumen 23» | 27 de noviembre de 2009  | ISBN 978-4-06-340773-0 |
| Capítulos 131–136 |              |                          |                        |

### Serie de acción real
Emitida por la cadena Fuji TV, constó de 11 episodios, del 16 de octubre al 25 de diciembre de 2006. Le siguió unos especiales (4 y 5 de enero de 2008) en el que se narraban acontecimientos posteriores de la historia. Contó con los siguientes personajes: Shinichi Chiaki interpretado por Hiroshi Tamaki, Megumi Noda por Juri Ueno, Ryutaro Mine por Eita Nagayama y Franz von Stresemann encarnado por Naoto Takenaka.

#### Música
- Apertura: 1.er movimiento de la Sinfonía No. 7 de Beethoven, interpretado por la Orquesta Nodame, dirigido por Toshiaki Umeda

- Cierre: Rhapsody in Blue de Gershwin, interpretado por la Orquesta Nodame, dirigido por Toshiaki Umeda

La Orquesta Nodame consiste en miembros especialmente seleccionados de la Orquesta Sinfónica Metropolitana de Tokio para la serie en imagen real.

### Anime
Emitido a través de la cadena Fuji TV, contó con dos temporadas, en 2007 (23 episodios) y, posteriormente, 2008 (11 entregas), además de un especial en vídeo. Ambas temporadas aparecieron en Noitamina, el contenedor que tiene esta cadena para la animación destinada a un público adulto (josei). También se estrenó una nueva temporada en enero de 2010 de 11 episodios. En Latinoamérica la primera temporada de la serie se estrenó por la señal de Animax, el 14 de marzo del año 2011, siendo éste el último anime en estrenar previo a su transformación en Sony Spin. La serie continúo su emisión en el canal predecesor de Animax Latinoamérica.
La primera temporada fue dirigida por Ken'ichi Kasai y la segunda temporada por Chiaki Kon; un OVA fue incluido en la edición limitada del volumen 22 del manga cuando fue publicado y una tercera temporada y última titulada Nodame Cantabile: Finale, emitida desde enero de 2010. En febrero de 2009 la serie fue doblada al inglés por primera vez en Animax Asia, siendo emitida en su idioma original con subtítulos en inglés, después fue emitida con el doblaje en inglés.
El director musical de ambas temporadas fue Suguru Matsutani. Las piezas musicales del anime fueron interpretadas por la Orquesta Nodame. El tema de apertura de la primera temporada es "Allegro Cantabile" interpretado por Suemitsu & The Suemith, mientras los temas de cierre fueron "Konna ni Chikaku de..." por Crystal Kay; "Sagittarius" por Suemitsu y la Orquesta Nodame. El opening de la segunda temporada es "Sky High" por The Gospellers y el ending es "Tokyo et Paris" (東京 et Paris?, lit. "Tokyo y Paris") por Emiri Miyamoto. Para la temporada final el opening es "Manazashi Daydream" interpretado por Yuu Sakai y el ending es "Kaze to Oka no Ballad (風と丘のバラード)" por Real Paradis y la Orquesta Nodame. La primera temporada fue publicada en 8 DVD entre abril y noviembre de 2007. Un box-set fue lanzado en 2008 con un OVA incluido, llamado episodio 8.5.

#### Lista de episodios
Nodame Cantabile 
| N.º | Título | Estreno               |
| --- | --- | --------------------- |
| 1   | «Lección 1»                                                                                               | 1 de enero de 2007    |
| 2   | «Lección 2»                                                                                               | 18 de enero de 2007   |
| 3   | «Lección 3: Reina de las percusiones» «Lesson 3: Dagakki no Joō (Lesson3: 打楽器の女王)»                  | 25 de enero de 2007   |
| 4   | «Lección 4: La aparición del Maestro Milch» «Lesson4: Kyoshō Miruhi Tōjō (Lesson4: 巨匠ミルヒ登場)»       | 1 de febrero de 2007  |
| 5   | «Lección 5: El conductor de la Orquesta S, Chiaki» «Lesson5: Chiaki S Oke Shiki (Lesson5: 千秋Sオケ指揮)» | 8 de febrero de 2007  |
| 6   | «Lección 6: Withdrawal» «Lesson6: Dattai (Lesson6: 脱退)»                                                 | 15 de febrero de 2007 |
| 7   | «Lección 7: Chiaki y Kazuo» «Lesson7: Kazuo na Chiaki (Lesson7: カズオな千秋)»                            | 22 de febrero de 2007 |
| 8   | «Lección 8: La repatriación de Milch» «Lesson8: Miruhī Sōkan (Lession8: ミルヒー送還)»                    | 1 de marzo de 2007    |
| 9   | «Lección 9: Festival de Música» «Lesson9: Ongakusai (Lesson9: 音楽祭)»                                    | 8 de marzo de 2007    |
| 10  | «Lección 10: El encanto» «Lesson10: Miseru to Iu Koto (Lesson10: 魅せるという事)»                         | 15 de marzo de 2007   |
| 11  | «Lección 11: Piano» «Lesson11: Piano (Lesson11: ピアノ)»                                                  | 22 de marzo de 2007   |
| 12  | «Lección 12: Maldición» «Lesson12: Shinro (Lession12: 進路)»                                              | 12 de abril de 2007   |
| 13  | «Lección 13: Graduación» «Lesson13: Sotsugyō (Lesson13: 卒業)»                                            | 19 de abril de 2007   |
| 14  | «Lección 14: Pasado» «Lesson14: Kako (Lesson14: 過去)»                                                    | 26 de abril de 2007   |
| 15  | «Lección 15: Cambio» «Lesson15: Henka (Lesson15: 変化)»                                                   | 3 de mayo de 2007     |
| 16  | «Lección 16: Inicio» «Lesson16: Shidō (Lesson16: 始動)»                                                   | 10 de mayo de 2007    |
| 17  | «Lección 17: Perdida» «Lesson17: Muda (Lesson17: 無駄)»                                                   | 17 de mayo de 2007    |
| 18  | «Lección 18: Arousal» «Lesson18: Kakusei (Lesson18: 覚醒)»                                                | 24 de mayo de 2007    |
| 19  | «Lección 19: Vuelo» «Lesson19: Hishō (Lesson19: 飛翔)»                                                    | 31 de mayo de 2007    |
| 20  | «Lección 20: Mundo» «Lesson20: Sekai (Lesson20: 世界)»                                                    | 7 de junio de 2007    |
| 21  | «Lección 21: Accidente» «Lesson21: Ihen (Lesson21: 異変)»                                                 | 14 de junio de 2007   |
| 22  | «Lección 22: Último» «Lesson22: Saigo (Lesson22: 最後)»                                                   | 21 de junio de 2007   |
| 23  | «Lección 23: Futuro» «Lesson23: Mirai (Lesson23: 未来)»                                                   | 28 de junio de 2007   |
| 24  | «Especial del DVD o Lección 8.5»                                                                          | 16 de febrero de 2008 |

Nodame Cantabile: Paris
| N.º | Título                                                                                   | Estreno                 |
| --- | ---------------------------------------------------------------------------------------- | ----------------------- |
| 1 | «Lección 1» «Leçon 1»                                                                    | 9 de octubre de 2008    |
| 2 | «Lección 2» «Leçon 2: Chiaki Shiki Konkūru e (Leçon 2: 千秋 指揮コンクールへ)»           | 16 de octubre de 2008   |
| 3 | «Lección 3» «Leçon 3: Shutorēzeman Saikai (Leçon 3: シュトレーゼマン再会)»               | 23 de octubre de 2008   |
| 4 | «Lección 4» «Leçon 4: Nodame Shōsui, Chiaki o Kyozetsu (Leçon 4: のだめ憔悴 千秋を拒絶)» | 30 de octubre de 2008   |
| 5 | «Lección 5» «Leçon 5: Chiaki to Nodame Surechigai (Leçon 5: 千秋とのだめすれ違い)»       | 6 de noviembre de 2008  |
| 6 | «Lección 6» «Leçon 6: Chiaki Jōnin Shikisha ni Shūnin (Leçon 6: 千秋常任指揮者に就任)»   | 13 de noviembre de 2008 |
| 7 | «Lección 7» «Leçon 7: Chiaki to Nodame Hatsu-kyōen!? (Leçon 7: 千秋とのだめ初共演!?)»    | 20 de noviembre de 2008 |
| 8 | «Lección 8» «Leçon 8: Chiaki to Nodame no Saishuppatsu (Leçon 8: 千秋とのだめの再出発)»  | 27 de noviembre de 2008 |
| 9 | «Lección 9» «Leçon 9: Nodame Hatsu-risaitaru! (Leçon 9: のだめ初リサイタル!)»            | 4 de diciembre de 2008  |
| 10 | «Lección 10» «Leçon 10: Risaitaru Kirakiraboshi (Leçon 10: リサイタルキラキラ星)»        | 11 de diciembre de 2008 |
| 11 | «Lección 11» «Leçon 11: Saishūshō Chiaki no Mahō (Leçon 11: 最終章・千秋の魔法)»         | 18 de diciembre de 2008 |
| OVA | —                                                                                        | —                       |
| Un especial de 22 minutos centrado en la vida de Yukihisa Matsuda y sus celos hacia Chiaki, quien se ha convertido en un afamado director de París. |                                                                                          |                         |

Nodame Cantabile: Finale
| N.º | Título                              | Estreno               |
| --- | ----------------------------------- | --------------------- |
| 00 | —                                   | 7 de abril de 2010    |
| 01 | «Lección 1» «Leçon 1»               | 14 de enero de 2010   |
| 02 | «Lección 1» «Leçon 1»               | 21 de enero de 2010   |
| 03 | «Lección 1» «Leçon 1»               | 28 de enero de 2010   |
| 04 | «Lección 1» «Leçon 1»               | 4 de febrero de 2010  |
| 05 | «Lección 1» «Leçon 1»               | 11 de febrero de 2010 |
| 06 | «Lección 1» «Leçon 1»               | 18 de febrero de 2010 |
| 07 | «Lección 1» «Leçon 1»               | 25 de febrero de 2010 |
| 08 | «Lección 1» «Leçon 1»               | 4 de marzo de 2010    |
| 09 | «Lección 09» «Leçon 09»             | 11 de marzo de 2010   |
| 10 | «Lección 10» «Leçon 10»             | 18 de marzo de 2010   |
| 11 | «Lección final» «La Dernière Leçon» | 25 de marzo de 2010   |
| OVA | —                                   | —                     |
| Un especial de 10 minutos protagonizado por Nodame y Chiaki que toma lugar después de los eventos de esta temporada. |                                     |                       |

## Recepción
El manga recibió el Kodansha Manga Award de 2004 a mejor manga shōjo. Fue recomendación del jurado en las ediciones 2005 y 2008 del Festival Japan Media Arts. El manga además fue finalista del Premio Cultural Tezuka Osamu en 2005 y 2006, En 2006 la edición en inglés fue elegida por la Biblioteca Pública de Nueva York para el premio Books for the Teen Age.
La serie vendió 2.8 millones de copias en 2008, quedando en el puesto número 8 de los manga más vendidos del año. El volumen 17 fue el tercero más vendido en la lista Oricon del 2007, mientras los volúmenes 20 y 21 quedaron en la posición 6 y 7 respectivamente, vendiendo 1.2 millones de copias cada volumen. Una encuesta realizada por Oricon reveló que Nodame Cantabile fue el segundo manga más interesante publicado durante 2008. La música clásica del anime creó un incremento de las ventas de música clásica en Japón. El manga fue best-seller en Japón llegando a vender 37 millones de copias hasta marzo de 2015.
La versión en inglés de Nodame Cantabile fue reseñada como interesante, con buenos personajes, sentido del humor y buen arte. Dirk Deppey de The Comics Journal habló de la autora diciendo que "ella tiene un sólido sentido para acentuar los puntos de la historia que son destacables; resultando una buena novela y una historia que deja una experiencia agradable".
Varias críticas han dicho que los personajes de Ninomiya se desarrollan bien y tienen influencia en la historia y en los demás personajes. Todo esto manejado de buena manera y con buen sentido del humor. Sin embargo la autora ha sido criticada por no manejar muy bien las transiciones entre historias; además de su arte y fondos de las escenas demasiado planos.
La película dramática de acción real recibió en 2007 el Premio a mejor drama de la Academia Japonesa de Drama, además de los premios a mejor actriz protagónica, mejor dirección, mejor música y mejor canción. El primer episodio del anime rompió récord de audiencia. El primer volumen del DVD estuvo en la posición número 3 de la lista Oricon de anime en su primera semana de ventas. En 2006 un café basado en Nodame Cantabile fue abierto en Harajuku, Tokio; está amenizado con música y decorados de la serie.